# Gorna Bela Crkva
Gorna Bela Crkva (macedónul: Горна Бела Црква, albánul Bollocërkë e Sipërme) település Észak-Macedóniában, a Pelagonijai körzet Reszeni járásában.

## Népesség
| Lakosok száma | 519  | 359  | 434  | 506  | 591  | 477  | 215  | 187  | 213  |
|               | 1948 | 1953 | 1961 | 1971 | 1981 | 1991 | 1994 | 2002 | 2021 |

- 2002-ben 187 lakosa volt, akik közül 114 albán és 73 török.